# Isaac Koedijck
Isaac Koedijck (* um 1617/18 in Leiden; † vor dem 17. März 1668 wahrscheinlich in Amsterdam) war ein niederländischer Maler und Kaufmann.

## Leben und Werk
Er war Sohn des Jan Koedijck und der Magdalena Ysacksdr. Über seine Ausbildung ist nichts bekannt, doch scheint er sowohl von Adriaen Brouwer als auch Gerard Dou beeinflusst worden zu sein. Am 18. Mai 1641 heiratete er Sophia de Solemne aus Arnheim, eine Witwe. Das Ehepaar hatte drei Töchter: Magdalena, Johanna und Sophia. Koedijck lebte in den nächsten Jahren abwechselnd in Leiden und Amsterdam. Er hatte mit erheblichen finanziellen Schwierigkeiten zu kämpfen. Am 4. August 1651 hielt sich das Ehepaar in Batavia auf, wo sie auf eine Schiffspassage nach Agra warteten. Im Dienst der Ostindischen Kompanie sollte er dem Großmogul Jahangir als Hofmaler dienen. Während der Fahrt änderte sich dieser Plan und Koedijck wurde bei seiner Ankunft in Surat mitgeteilt, dass seine Dienste als Maler nicht mehr benötigt würden. Da er noch immer unter Geldmangel litt, ließ er sich am 17. September 1652 als Kaufmann von der Kompanie einstellen. Als solcher war er die nächsten vier Jahre in Ahmadabad tätig, bevor man ihn entließ. Gegen 1659 stand er für kurze Zeit als Sekretär im Dienst der Batavianischen Regierung, bevor er abermals, diesmal als Kommandeur der Flotte, von der Kompanie eingestellt wurde. Mit dieser kehrte er in die Heimat zurück. Am 9. August 1659 betrat er wieder niederländischen Boden. Den Rest seines Lebens verbrachte er abwechselnd in Haarlem und Amsterdam. 1668 starb er vermutlich in Amsterdam. Am 17. März wurde sein Testament verlesen.

## Ausgewählte Werke
- Birmingham Museum of Art

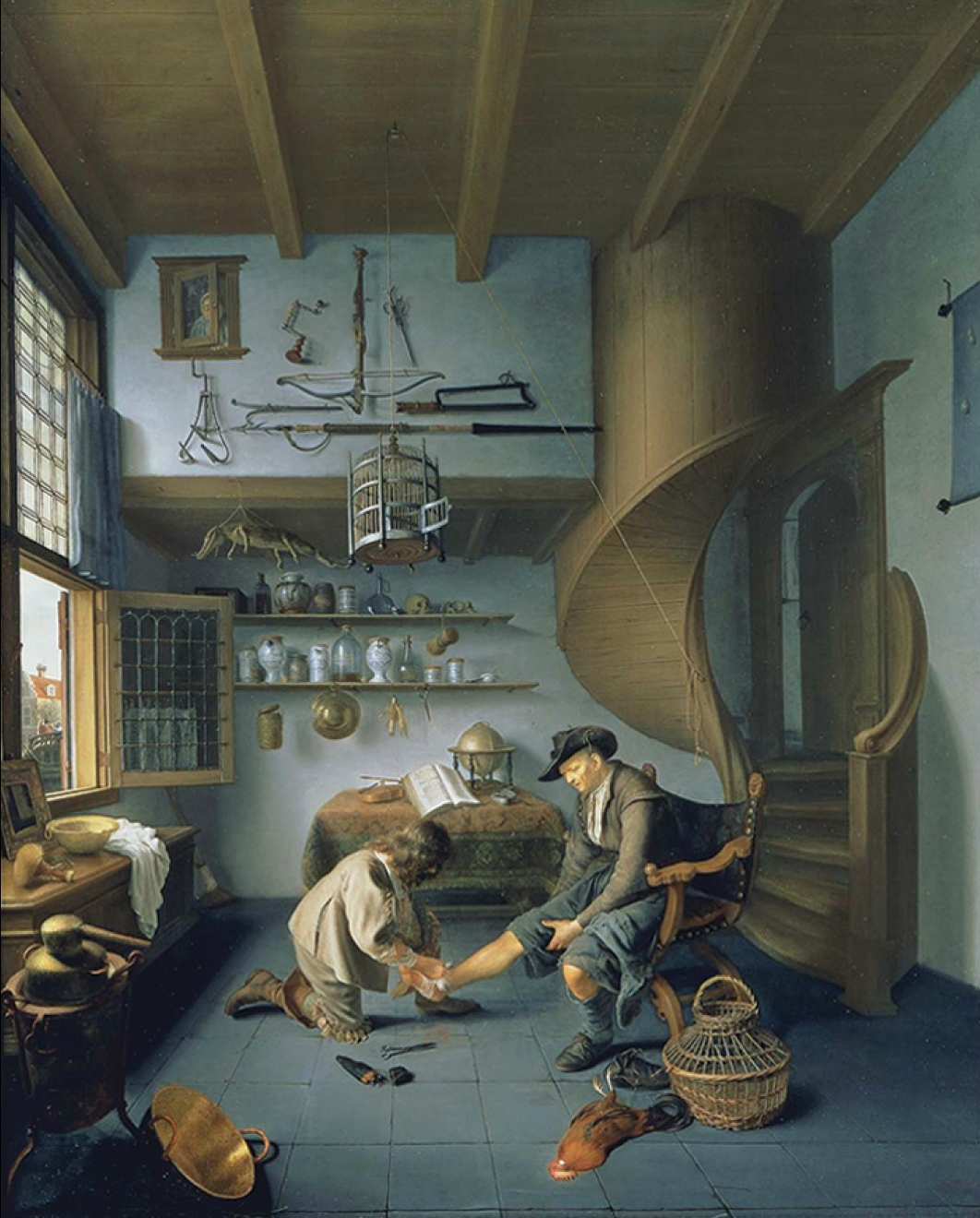
Die Fußoperation

  - Kircheninterieur. um 1650 (zugeschrieben)
- St. Petersburg, Eremitage
  - Interieur mit rauchendem und weintrinkendem Mann. 1650
- Utrecht, Museum Catharijneconvent
  - Tobias mit dem Fisch und dem Engel. 1662
- Verbleib unbekannt
  - Die Fußoperation. um 1645–1650 (zuletzt Großbritannien, Private Collection)
  - Jupiter und Kleopatra. um 1645 (zuletzt Großbritannien, Privatsammlung)
  - Das leere Glas. 1648 (2005 im Londoner Kunsthandel, Richard Green)

| Personendaten    | Personendaten                       |
| ---------------- | ----------------------------------- |
| NAME             | Koedijck, Isaac                     |
| KURZBESCHREIBUNG | niederländischer Maler und Kaufmann |
| GEBURTSDATUM     | um 1617                             |
| GEBURTSORT       | unsicher: Amsterdam                 |
| STERBEDATUM      | vor 17. März 1668                   |
| STERBEORT        | unsicher: Amsterdam                 |